# Principiile fundamentale ale credinței islamice
Islamul este o religie al cărei set de credințe și practici rituale sunt atent explicate și urmate de credincioși. Una dintre tradițiile profetice considerate a fi de cel mai înalt grad de autenticitate, menționează că Arhanghelul Gavriil s-a arătat în fața lui Muhammad pentru a confirma principiile de bază ale islamului: principiile fundamentale ale credinței, cei cinci stâlpi ai practicii rituale, la care s-au adăugat și onestitatea și pioșenia în credință. Aceste teme principale, împreună cu obligațiile și interdicțiile de natură socială, definesc în întregime, islamul ca religie. Credința musulmană constă, prin urmare, în credința în tot ce face parte din ordinea invizibilă pe care credincioșii trebuie să o primească în inimile lor, în speranța că o vor experimenta la un nivel înalt spiritual.

### Credința în Dumnezeu
Dumnezeu, Care este unic, Căruia nu I se poate asocia nimic, Care nu dă naștere și nu a fost născut și Care nu poate fi nici văzut, nici definit. „Nimic nu este asemenea Lui! El este Auzitorul, Văzătorul!” (42:11). Credincioșii trebuie să realizeze toate eforturile pentru a se apropia de El, iubindu-L și supunându-se legilor Sale revelate. Unicitatea lui Dumnezeu este principiul fondator al islamului. În termenii credinței, aceasta ia forma unei meditații sau a unei adorații care poate fi experimentată la mai multe niveluri.
Un prim pas al unui credincios în a se apropia de Dumnezeu este acela de a reflecta asupra numelor divine ale Lui - astfel, credincioșii se pot apropia mai mult de El, urmând ca apoi să Îi fie recunoscută Ființa și Milostenia, dar prin care abundă semnele bunătății Sale infinite. După acest pas, prin efortul personal al fiecărui credincios, de a lupta împotriva oricărui factor care poate duce la stingerea credinței în Dumnezeu și asocierea Lui cu alți zei sau tentații precum puterea sau bogăția. Toate celelalte principii ale credinței și ale practicii rituale gravitează în jurul acestor trei puncte foarte importante. Prin urmare, acestea sunt fie consecințe ale credinței în Dumnezeu sau mijloacele prin care oamenii pot experimenta credința așa cum aceasta ar trebui experimentată, în mod desăvârșit, atașându-se de Ființa Sa și obținând acces către adăpostul păcii și siguranței născute din darul sinelui lor către Dumnezeu.

### Îngerii
Asemenea Profetului în tradițiile sale, Coranul se referă adeseori la lumi locuite de diferite ființe care nu pot fi văzute. Astfel, există două tipuri de entități care influențează și interacționează cu viețile oamenilor: îngerii, care trăiesc venerându-l infinit pe Dumnezeu, unii dintre ei având misiuni precise în ordinea cerească și djinnii, care pot alege (asemenea oamenilor) să încalce poruncile divine - aceștia pot face atât bine cât și rău și pot lua diferite forme. Uneori, aceștia pot chiar să posede un om. Cel de-al doilea stâlp al credinței atestă faptul că universul este plin de viață și energie mai presus și dincolo de elementele vizibile ale Creației. Îngerii se află în imediata apropiere a fiecărui om, în casele noastre, în univers, unde - aflați mai sus de ordinea vizibilă - aceștia fac parte din corul divin care preaslăvește gloria lui Dumnezeu. Potrivit acestei perspective, islamul repetă  ceea ce alte tradiții precum cea iudaică și creștină au susținut în trecut legat de existența îngerilor, începând cu Arhanghelul Gavriil, care a avut rol de transmițător al Revelațiilor. Credincioșii își trăiesc viața cu devotament față de îngeri, dintre care doi – Îngerul Scrib și Îngerul Morții – îi însoțesc și îi păzesc. Îngerii apără, privesc și, chiar inspiră. Lumea invizibilă, experimentată în vis sau în viața reală, poate aduce credinciosul mai aproape de sensul vieții. Djinnii sunt un subiect popular în multe dintre țările musulmane. În unele țări, înțelepciunea convențională, deseori normalizată, reflectă o obsesie pentru blesteme și pentru practica vrăjitoriei și a magiei negre. Această superstiție periculoasă îi poate face pe oameni să-și neglijeze responsabilitățile reale. Nu doar că astfel de practici sunt în totală opoziție cu primul principiu al credinței într-un Dumnezeu unic, Căruia nu I se poate alătura nimic, însă consecințele spirituale și psihologice ale unor astfel de lumea de idoli. Prin denaturarea Mesajului, indivizii de acțiuni trădează însuși scopul credinței, acela de a scăpa genul acesta iau asupra lor superstiții care îi fac slabi, neputincioși, veșnice victime ale forțelor întunecate.

### Cărțile
Musulmanii nu sunt îndemnați să creadă doar în Revelația finală - Coranul, ci și să recunoască Textele de dinaintea acestuia: Tora și Evanghelia, Psalmii lui David și Sulurile lui Avraam. Există Revelații cunoscute și există altele, necunoscute, de la o dată anterioară ultimei Revelații, însă originalele tuturor celorlalte fie au dispărut, fie au fost modificate sau falsificate. Credința în Cărți le oferă credincioșilor o perspectivă unică asupra istoriei sacre, în mod particular, dar și asupra semnificației istoriei, în general. Textele demonstrează faptul că Dumnezeu nu a abandonat niciodată omenirea și că, la intervale neregulate de timp, Acesta a trimis Mesaje menite să le reamintească oamenilor despre sensul vieții, legătura cu Dumnezeu și faptul că, într-un final, se vor întoarce la El. Cărțile Sale clarifică și faptul că adevărul Său nu este deținut în exclusivitate de o singură religie și că Adevărul (Dumnezeu) a fost exprimat în mai multe feluri.
Diversitatea Mesajelor de-a lungul timpului îndeamnă religiile să coexiste în prezent, recunoscând sursa lor unică și comună. Recunoscând Cărțile Revelate, oamenilor li se readuce aminte că este necesar să fie îndrumați și călăuziți, căci rațiunea, de una singură, nu este suficientă. Aceasta poate explica mersul lumii, însă nu va putea niciodată să explice viața ca atare. Prin urmare, oamenii sunt mereu în descoperirea sensului, așa cum îl transmit Cărțile. În același timp, aceștia au avut întotdeauna acces la sensul transmis de Revelații de-a lungul istoriei. La fel cum prezența îngerilor aprofundează semnificația relației cu spațiul, așa și Cărțile Revelate conferă mai multă profunzime istoriei. În ultimă instanță, ambele sunt indisolubil legate de Dumnezeu, Cel care a creat spațiul și timpul, cel Care există mai presus de acestea.

### Trimișii
Credința în trimiși este un stâlp esențial al credinței musulmane. În acest sens, există câteva învățături importante bazate pe recunoașterea tuturor trimișilor și profeților. Prima dintre acestea este că toți trimișii au fost simpli oameni, fără să aibă atribute divine sau să fie „fii ai lui Dumnezeu”. Mulți dintre cei 120 000 de profeți care apar menționați în tradiție nu ne sunt cunoscuți și de aceea este bine să fim prudenți atunci când discutăm despre primele religii. Coranul menționează douăzeci și cinci de trimiși și profeți, printre care și cei care s-au remarcat pentru răbdarea și perseverența lor precum Noe, Avraam, Moise, Iisus și Muhammad. A crede în misiunea lor înseamnă recunoașterea unui sâmbure de adevăr, chiar dacă ar exista neconcordanțe asupra anumitor principii și mai ales asupra practicilor rituale și organizării instituțiilor. Acest ultim considerent are o importanță esențială: trimișii sunt onorați ca modele umane, însă sub nicio formă nu trebuie să li se atribuie statutul de sfinți și nici nu trebuie venerați orbește. Aceștia sunt ființe pe care Dumnezeu le-a trimis pentru a-i ajuta pe credincioși să se apropie de El.
În acest sens, Abu Bakr, apropiat al Profetului și primul calif, a transmis la moartea acestuia că toți cei care l-au iubit pe Muhammad trebuie să conștientizeze că acesta a murit și că numai Dumnezeu este Viu, Veșnic și demn de slavă. Trebuie să învățăm să-i iubim pe profeți, și mai cu seamă pe ultimul, însă fără a confunda  ordinea umană și cea divină. Credința că Muhammad este ultimul trimis al lui Dumnezeu înseamnă că ciclul de profeții s-a încheiat. Cei care aveau să vină după el ar putea fi „prieteni ai lui Dumnezeu” (awliyyā), care au dobândit sau li s-a acordat un statut de seamă ca urmare a spiritualității lor autentice. Sub nicio formă, însă, aceștia nu pot fi considerați profeți sau divinizați. În mod asemănător, potrivit tradiției profetice, oameni învățați își vor face apariția în fiecare secol pentru a ajuta comunitatea de credincioși să-și reînnoiască credința. „Fără doar și poate Dumnezeu va ridica în această națiune, la începutul fiecărui secol, pe cineva (un învățat sau un grup de învățați) care va înnoi religia pentru aceștia."  Acești învățați ai reînnoirii, cunoscuți drept mujadiddūn și care reformează percepția oamenilor asupra Mesajului, continuă misiunea trimișilor insuflând Revelației o nouă viață și o nouă energie. În tradiția șiită, imamii sunt cei care interpretează și păzesc Mesajul. Deși sunt, uneori, mult prea venerați, statutul acestora nu poate fi niciodată comparat cu cel al profeților.

### Ultima zi
La fel ca în celelalte tradiții monoteiste, unul dintre principiile de bază ale credinței musulmane este existența unei vieți de apoi care permite oamenilor să se întoarcă la Dumnezeu. Astfel, viața este un dar și o încercare, deopotrivă, în care indivizii vor fi judecați după intențiile și acțiunile din viața lor: „Nimeni nu va căra povara altuia. Apoi la Domnul vostru vă va fi întoarcerea" (6:164).
După moarte, oamenii sunt îngropați, după care - conform tradiției, urmează o serie de etape: cea în care cel decedat este întrebat, în mormânt, despre Dumnezeul său, despre religia sa, despre profetul său; apoi, cea a pedepselor care pot avea loc în mormânt; perioada de așteptare în barzakh, care durează până în Ultima Zi; și, într-un final, Ziua Judecății, care va hotărî dacă cel decedat va merge în Paradis sau în Iad. Pentru credincioși, întoarcerea la Dumnezeu presupune ca aceștia să conștientizeze pe deplin faptul că trebuie să dea seamă, pe deplin, lui Dumnezeu pentru viața pe care au dus-o pe pământ. Coranul repetă, iar și iar, că oamenii trebuie să spere de la Dumnezeu și să știe despre Dumnezeu următorul lucru: judecata Sa va fi deopotrivă dreaptă – întrucât Dumnezeu este dreptatea și mila, căci Dumnezeu este al-Raḥmān, „cel Milos și cel Milostiv". Concepția islamică despre Dumnezeu și despre moarte influențează, în mod direct, concepția islamică despre viață: oamenii sunt singurii răspunzători pentru faptele lor din această viață, care nu este singura viață. Mântuirea nu depinde doar de dreptatea lui Dumnezeu, ci și de mila și iubirea lui. Mai degrabă decât să creeze o obsesie pentru consecințele negative ale greșelilor lor, Ultima Zi trebuie să le reamintească oamenilor că sunt limitați și că au nevoie de iubirea și bunătatea lui Dumnezeu. Nu se poate nega faptul că Ziua Judecății va fi aspră, însă trebuie să ținem cont de faptul că Dumnezeu ne așteaptă, milostiv și iertător.

### Predestinarea
Dumnezeu este atotștiutor, mai presus și dincolo de trecut, prezent și viitor. Cunoașterea sa cuprinde tot ce ne înconjoară și mai cu seamă, destinul fiecărui om. Credința în voința lui Dumnezeu și în puterea Sa divină –două noțiuni care se află la baza conceptului de predestinare – constituie un alt principiu al credinței islamice. Acesta are trei consecințe care fac referire la concepția despre Dumnezeu și despre om. În primul rând, Dumnezeu este Stăpânul absolut al cunoașterii și al timpului, puterea Sa fiind dincolo de capacitatea de înțelegere a omului. În al doilea rând, există o diferență, în termeni absoluți, între ordinea divină și logica rațională a oamenilor, aceștia neputând atinge niciodată cunoașterea absolută. În al treilea rând, Dumnezeu, în voința Sa absolută și prin puterea Sa, nu este niciodată absent, ci este mereu prezent și aude rugăciunile noastre.
Pentru oameni, consecințele acestui principiu al credinței sunt esențiale – credincioșii trebuie să recunoască că Dumnezeu este cel care cunoaște totul, pentru a se apropia de voința și de puterea Sa, cu smerenia intelectuală și spirituală care I se cuvin. În același timp, omul trebuie să fie conștient de locul lui în ordinea lucrurilor și să nu încerce să se plaseze pe aceeași treaptă cu Dumnezeu. S-a discutat mult despre predestinare, mai cu seamă în rândul teologilor, la fel cum s-a discutat despre libertate, liber-arbitru și determinism. În sursele sunnite și șiite au fost scrise tratate pe această temă, multe dintre ele foarte detaliate. In tradiția musulmană există atât susținători convinși ai liberului-arbitru, cunoscut sub numele de qadariyya, cât și apărători înverșunați ai determinismului. Dincolo de aceste dezbateri filosofice, școlile juridice sunnite și șiite au încercat să elaboreze un cadru religios strict pentru întelegerea acestui concept.
Deși neînțelegerile asupra micilor detalii sunt numeroase, cele patru principii de bază commune care se desprind sunt: 
1. „Dumnezeu este atotputernic și atotștiutor asupra destinului omenirii;
2. Oamenii nu cunosc tot ce știe Dumnezeu și trebuie să evite orice încercare de a înțelege ordinea divină aflată cu mult în afara capacității rațiunii lor;
3. Liberi, dar ignoranți cu privire la voia și voința divine, oamenii trebuie să-și asume libertatea și să accepte faptul că sunt răspunzători pentru acțiunile lor;
4. Dumnezeu îi cheamă la El și le ascultă rugăciunile, care au puterea de a schimba cursul evenimentelor”[13].